# فلورنسا ميلر بيرس
فلورنسا ميلر بيرس (بالإنجليزية: Florence Miller Pierce)‏ هي رسامة أمريكية، ولدت في 27 يوليو 1918، وتوفيت في 25 أكتوبر 2007.